# Geneviève Tjoues
Geneviève Tjoues (Camerún, 31 de enero de 1944) es una política camerunesa, Vicepresidenta del Senado Nacional, la principal figura política femenina del país.
Es miembro de la mesa política del Movimiento Democrático del Pueblo Camerunés, la Rassemblement démocratique du peuple camerounais (RDPC) y fue vicepresidenta del Congreso del Partido en 2011, fue diputada y vicepresidenta del grupo parlamentario en la Asamblea Nacional entre 1997 y 2010.
Tjoues promueve desde 1978 la Fundación Arc-en-ciel, encargada de la formación profesional y de la integración social de las madres. Es considerada en la ciudad de Edéa, situada a unos 90 km de la ciudad de Douala como la madre de las "madres solteras". Se incorporó al cargo de Vicepresidenta en el primer Senado camerunés en 2013, como representante del CPDM (Partido Democrático del Pueblo Camerunés), el partido gobernante. En Camerún, las cinco senadoras representan cerca del 30% de los 17 miembros de la Oficina Permanente. Tjoues es cristiana, está casada y tiene tres hijos.